# 萨莎·安德鲁斯
萨莎·安德鲁斯（英語：Sasha Andrews，1983年2月24日—），加拿大女子足球运动员。她曾代表加拿大参加2007年泛美运动会足球比赛，获得一枚铜牌。她也曾参加2003年世界杯女子足球赛。